# Al unsprezecelea Doctor
Al unsprezecelea Doctor este a 11-lea doctor din serialul BBC științifico-fantastic Doctor Who. Matt Smith interpretează acest rol, înlocuindu-l pe David Tennant, al zecelea Doctor în episodul din 2012, "The End of Time, Part Two".

## Regenerarea
Al zecelea doctor s-a regenerat când a absorbit o cantitate uriașă de radiații pentru a salva viața bunicului companioanei sale, Donna.